# Theudomer
Theudomer, teilweise auch Theodemer geschrieben, war ein fränkischer König, wahrscheinlich der Rheinfranken, zu Beginn des 5. Jahrhunderts. 421 oder 428 ließen die Römer ihn gemeinsam mit seiner Mutter mit dem Schwert töten.
Einzig gesicherte Quelle zu Theudomers Leben ist Gregor von Tours, der berichtet, dass die konsularischen Tafeln davon berichten, dass Richimer in einem Jahr römischer Konsul war und dass sein Sohn Theudomer mit seiner Mutter Ascyla hingerichtet wurde. Ob dieser Vater mit dem meist als Richomer überlieferten römischen Heermeister (magister militum) identisch ist, der Konsul 384 war, ist unsicher, aber möglich. Es mag zwar erstaunen, dass ein Mann, der am römischen Kaiserhof präsent war, später zum fränkischen König aufsteigen konnte, jedoch scheint auch 30 Jahre zuvor schon Mallobaudes einen ähnlichen Weg gegangen zu sein.
Pierre Riché vermutet, dass Theudomer die Usurpatoren Konstantin III. und Jovinus unterstützt hat und dass er deswegen von Kaiser Flavius Honorius später zum Tode verurteilt wurde. Warum dieser aber bis dahin mehr als zehn Jahre gewartet haben soll, erschließt sich nicht. Unter einigen Historikern besteht auch die Vermutung, dass Theudomer der Vater von Chlodio war. Um 580 teilt Gregor von Tours mit, dass Chlodio auf Theudomer folgte, wobei sich Gregor aber selbst nicht im Klaren war, inwieweit die beiden miteinander verwandt waren. Es bleibt bei dieser Aussage sogar unklar, ob Chlodio direkt nachfolgte oder ob eventuell ein anderer Herzog zwischenzeitlich herrschte. Um 660 präzisiert Fredegar in seiner Chronik, dass Theudomer der Vater Chlodios war, jedoch ist fraglich, ob Fredegar über genauere Informationen als Gregor verfügte oder lediglich die Vorlage Gregors weiterinterpretierte.